# Citroën CXperience
Le CXperience est un concept car présenté par le constructeur automobile français Citroën en septembre 2016 avant le Salon de Paris 2016 et préfigurant la Citroën C5 X de 2021.

## Présentation

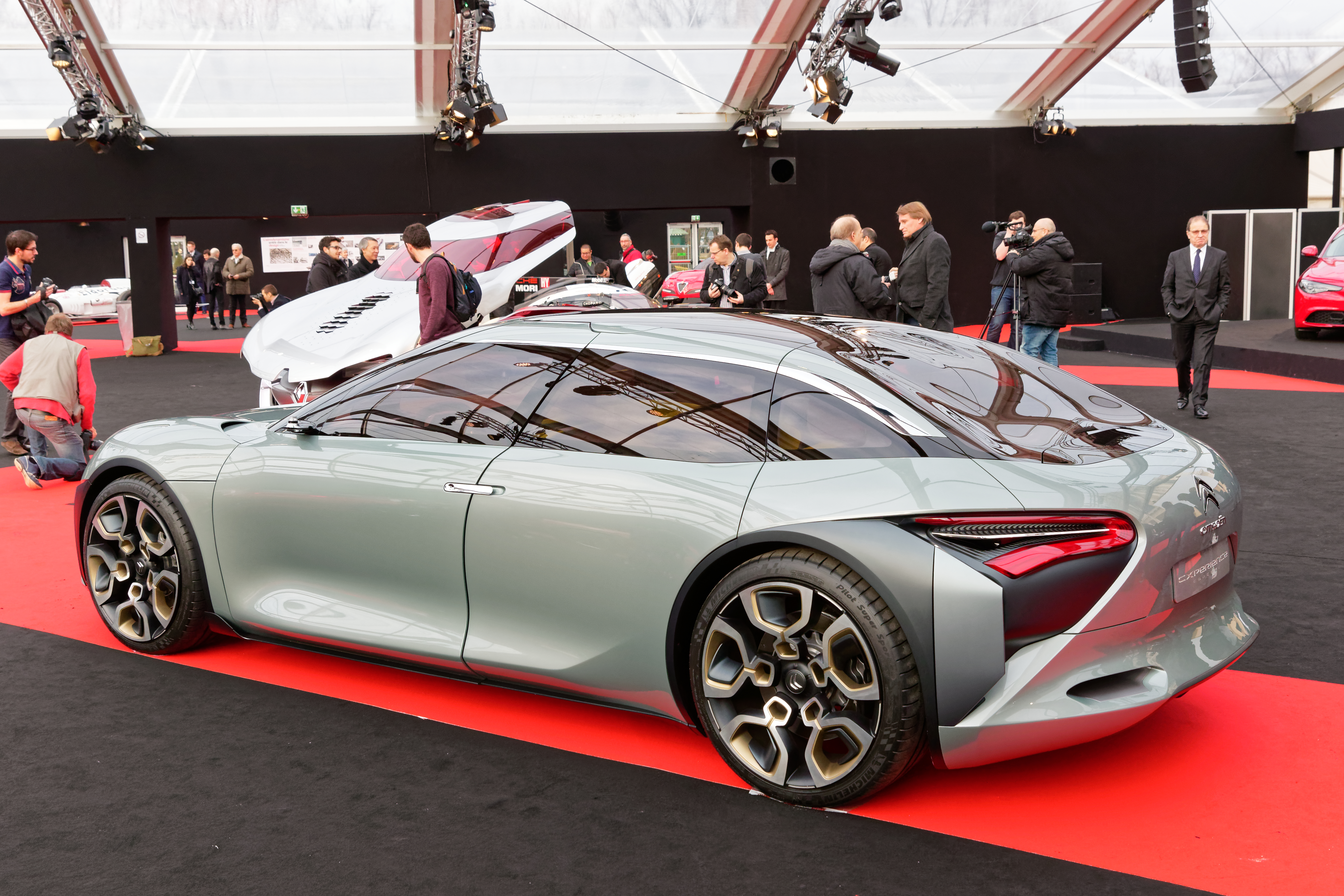
Citroën CXperience

La Citroën CXperience est dévoilée le 29 août 2016 par voie médiatique, un mois avant le Mondial de Paris où le grand public la découvre conditions réelles. Elle est élue « Concept car du Mondial 2016 » par les lecteurs d’Auto Plus et les auditeurs d’RTL.

## Style
Cherchant à donner « une nouvelle vision du haut de gamme » au sein de la marque, la CXperience est un concept-car en forme de clin d'œil à la Citroën CX. L'objectif est d’évoquer en filigrane les lignes de la future Citroën C5 de troisième génération (C5 X).
Son style est dû aux équipes internes de Velizy. Elle se présente comme une grande berline basse, de 4,85 m de long pour 2 de large, et seulement 1,37 m de hauteur. Les porte-à-faux très courts offrent un empattement important (3 m environ), gage d'une grande habitabilité, et les jantes de 22 pouces offrent un dessin spécifique. Les lignes très fluides sont rehaussées par une couleur vert d’eau nacré dite « Mizuiro ».
L'avant présente une réinterprétation originale de l'éclairage à double étage en vigueur chez Citroën. Les chevrons s'étirent en deux lames parallèles chromées qui aboutissent sur des LED en « V », tandis qu'en partie basse, 6 projecteurs directionnels se répartissent de chaque côté du bouclier, derrière des volets d'entrée d'air pilotés pour jouer sur l'aérodynamique. L'arrière, bien que plus classique, reprend différents codes de la marque, comme la lunette arrière concave ou les feux 3D. 

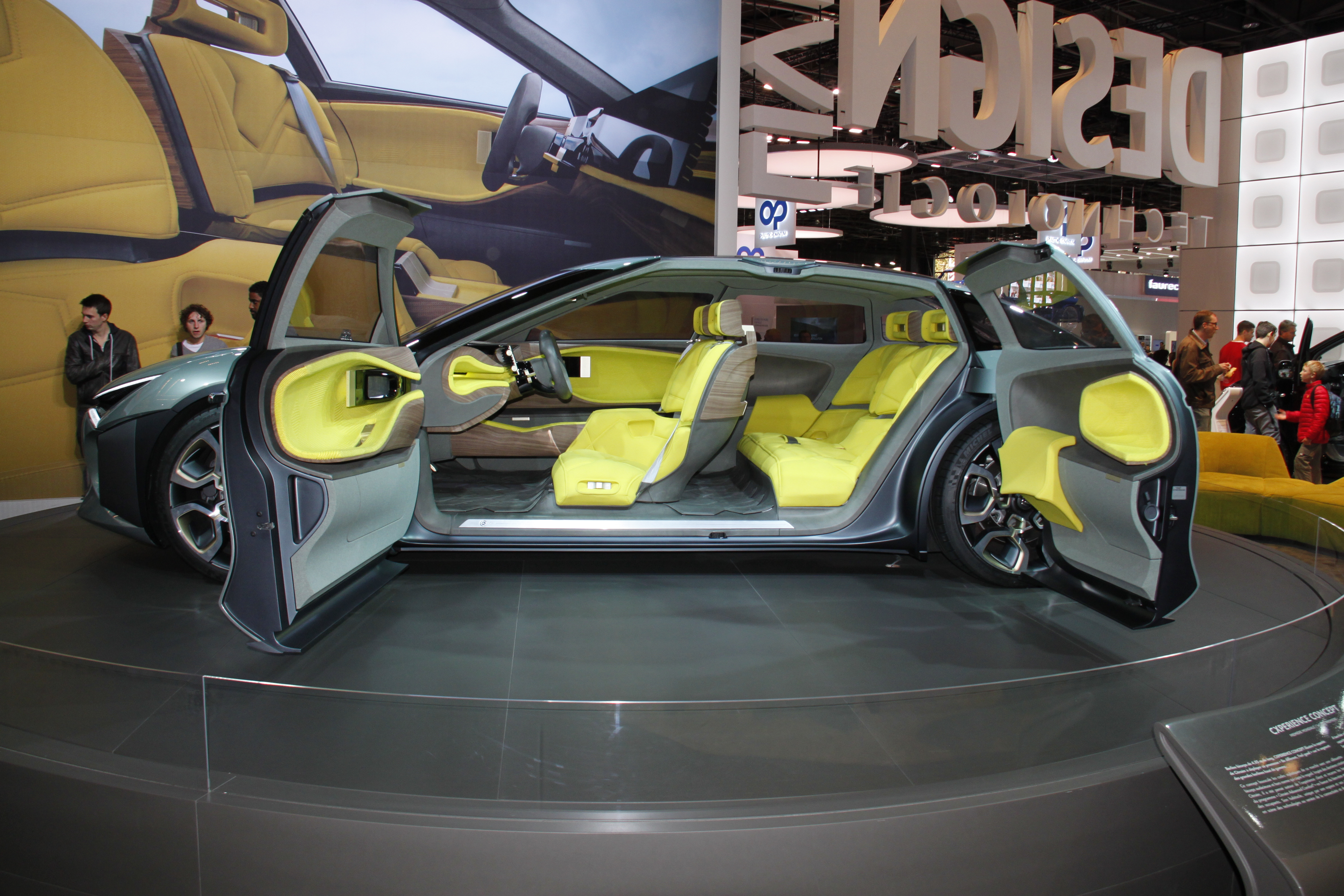
Citroën CXperience (intérieur)

Enfin, le profil s'ouvre à travers des portes antagonistes pivotant à 90°, garantissant un accès facile à bord.
À l'intérieur, Citroën développe son programme « Advanced Comfort » : en complément des nouvelles suspensions à butées hydrauliques, les occupants profitent de sièges enveloppants jaunes à mémoire de forme, et d'une planche de bord de bois clair, issu d’une essence de noyer. Toute en horizontalité, celle-ci est centrée autour d'un grand écran panoramique de 19” au format 16/3, que complète un affichage tête haute pour le conducteur. L'habitacle accueille en outre divers rangements et profite d'éclairages d'ambiance et d'un purificateur d'air.

## Mécanique
La CXperience est animée à l'avant par un bloc essence 1,6 L THP, accouplé à une machine électrique et développant entre 150 et 200 ch, et à l'arrière par un bloc électrique de 100 ch. Chaque sous-ensemble avant ou arrière apporte la motricité à l'essieu associé. La voiture dispose d'un mode « ZEV » entièrement électrique durant 60 km, et peut également additionner le travail de ses motorisations avant et arrière pour offrir un total avoisinant les 300 ch. La batterie de 13 kWh, chargée en 4h30 avec un dispositif de recharge standard, peut en réclamer moins de 2h30 avec le chargeur proposé de 6,6 kW, adapté pour une connexion à une prise 32 A. L'ensemble est complété par une boîte de vitesses à 8 rapports implantée entre le moteur thermique et la machine électrique avant. Cette architecture annonce la solution hybride plugin attendue sur certains des prochains modèles du groupe PSA.

## Récompense
La Citroën CXperience a remporté le Concours d'élégance du Chantilly Arts & Elegance Richard Mille 2017, où elle était associée a un mannequin habillé par le couturier Yang Li.